# Amahuaka peruviana
Amahuaka peruviana är en insektsart som beskrevs av Young 1965. Amahuaka peruviana ingår i släktet Amahuaka och familjen dvärgstritar. Inga underarter finns listade i Catalogue of Life.